# To My Father's House
To My Father's House is een nummer geschreven door Edwin Hawkins voor zijn groep The Edwin Hawkins Singers. Het nummer is met name bekend in de coverversie van de Les Humphries Singers uit 1970.

## Achtergrond
To My Father's House werd in 1968 geschreven door de Amerikaanse pianist Hawkins voor zijn gospelgroep the Edwin Hawkins Singers. De hoofdzang op het nummer werd vertolkt door Elaine Kelly. Deze versie werd in 1968 opgenomen en in 1970 uitgebracht op het Buddah Records-label. Het kwam niet verder dan de vijfde plaats in de Nederlandse Tipparade.
De Britse militair Les Humphries werd eind jaren '60 uitgezonden naar Hamburg. Aldaar vormde hij een popkoor, de Les Humphries Singers. Dit koort bestond uit een groot gezelschap zangers van verschillende nationaliteiten, waaronder schlagerzanger Jürgen Drews en Boney M.-zangeres Liz Mitchell. De eerste hit van dit koor was To My Father's House, uitgebracht op het Decca-label. In Nederland bereikte het de eerste plek van de Top 40 en werd het daarmee de enige nummer-1 hit van de band. In Vlaanderen werd de tweede plek gehaald. Buiten de Benelux werd deze versie niet echt bekend. In een aantal landen werd To My Father's House niet zelf als single uitgebracht maar als B-kant van de (onsuccesvolle) single Michael. De band kreeg in thuisland Duitsland pas hun eerste hit, (We'll Fly You to the) Promised Land een half jaar later, in het voorjaar van 1971.

## Hitnoteringen

### Nederlandse Top 40
| Hitnotering: 26-09-1970 t/m 23-01-1971 | Hitnotering: 26-09-1970 t/m 23-01-1971 | Hitnotering: 26-09-1970 t/m 23-01-1971 | Hitnotering: 26-09-1970 t/m 23-01-1971 | Hitnotering: 26-09-1970 t/m 23-01-1971 | Hitnotering: 26-09-1970 t/m 23-01-1971 | Hitnotering: 26-09-1970 t/m 23-01-1971 | Hitnotering: 26-09-1970 t/m 23-01-1971 | Hitnotering: 26-09-1970 t/m 23-01-1971 | Hitnotering: 26-09-1970 t/m 23-01-1971 | Hitnotering: 26-09-1970 t/m 23-01-1971 | Hitnotering: 26-09-1970 t/m 23-01-1971 | Hitnotering: 26-09-1970 t/m 23-01-1971 | Hitnotering: 26-09-1970 t/m 23-01-1971 | Hitnotering: 26-09-1970 t/m 23-01-1971 | Hitnotering: 26-09-1970 t/m 23-01-1971 | Hitnotering: 26-09-1970 t/m 23-01-1971 | Hitnotering: 26-09-1970 t/m 23-01-1971 | Hitnotering: 26-09-1970 t/m 23-01-1971 | Hitnotering: 26-09-1970 t/m 23-01-1971 |
| Week                                   | 1                                      | 2                                      | 3                                      | 4                                      | 5                                      | 6                                      | 7                                      | 8                                      | 9                                      | 10                                     | 11                                     | 12                                     | 13                                     | 14                                     | 15                                     | 16                                     | 17                                     | 18                                     |                                        |
| -------------------------------------- | -------------------------------------- | -------------------------------------- | -------------------------------------- | -------------------------------------- | -------------------------------------- | -------------------------------------- | -------------------------------------- | -------------------------------------- | -------------------------------------- | -------------------------------------- | -------------------------------------- | -------------------------------------- | -------------------------------------- | -------------------------------------- | -------------------------------------- | -------------------------------------- | -------------------------------------- | -------------------------------------- | -------------------------------------- |
| Positie                                | 30                                     | 15                                     | 5                                      | 1                                      | 1                                      | 1                                      | 1                                      | 1                                      | 1                                      | 2                                      | 4                                      | 4                                      | 10                                     | 10                                     | 17                                     | 23                                     | 34                                     | 40                                     | uit                                    |

### Hilversum 3 Top 30
| Hitnotering: 03-10-1970 t/m 09-01-1971 | Hitnotering: 03-10-1970 t/m 09-01-1971 | Hitnotering: 03-10-1970 t/m 09-01-1971 | Hitnotering: 03-10-1970 t/m 09-01-1971 | Hitnotering: 03-10-1970 t/m 09-01-1971 | Hitnotering: 03-10-1970 t/m 09-01-1971 | Hitnotering: 03-10-1970 t/m 09-01-1971 | Hitnotering: 03-10-1970 t/m 09-01-1971 | Hitnotering: 03-10-1970 t/m 09-01-1971 | Hitnotering: 03-10-1970 t/m 09-01-1971 | Hitnotering: 03-10-1970 t/m 09-01-1971 | Hitnotering: 03-10-1970 t/m 09-01-1971 | Hitnotering: 03-10-1970 t/m 09-01-1971 | Hitnotering: 03-10-1970 t/m 09-01-1971 | Hitnotering: 03-10-1970 t/m 09-01-1971 | Hitnotering: 03-10-1970 t/m 09-01-1971 | Hitnotering: 03-10-1970 t/m 09-01-1971 |
| Week                                   | 1                                      | 2                                      | 3                                      | 4                                      | 5                                      | 6                                      | 7                                      | 8                                      | 9                                      | 10                                     | 11                                     | 12                                     | 13                                     | 14                                     | 15                                     |                                        |
| -------------------------------------- | -------------------------------------- | -------------------------------------- | -------------------------------------- | -------------------------------------- | -------------------------------------- | -------------------------------------- | -------------------------------------- | -------------------------------------- | -------------------------------------- | -------------------------------------- | -------------------------------------- | -------------------------------------- | -------------------------------------- | -------------------------------------- | -------------------------------------- | -------------------------------------- |
| Positie                                | 17                                     | 7                                      | 2                                      | 1                                      | 1                                      | 1                                      | 1                                      | 2                                      | 5                                      | 5                                      | 5                                      | 9                                      | 17                                     | 21                                     | 27                                     | uit                                    |

### NPO Radio 2 Top 2000
| Nummer met noteringen in de NPO Radio 2 Top 2000 | '99  | '00  | '01 | '02  | '03 | '04  | '05  | '06  | '07  | '08  | '09  | '10  |
| ------------------------------------------------ | ---- | ---- | --- | ---- | --- | ---- | ---- | ---- | ---- | ---- | ---- | ---- |
| To My Father's House                             | 1786 | 1476 | 822 | 1210 | 698 | 1187 | 1209 | 1390 | 1766 | 1257 | 1713 | 1987 |

1. ↑  Een vetgedrukt getal geeft de hoogste notering aan.
2. ↑  Deze tabel is bijgewerkt tot en met de laatste editie (2024).